# هیکارو ایتو
هیکارو ایتو ((به ژاپنی: Hikaru Ito، 伊藤 光)؛ ۲۳ آوریل ۱۹۸۹) بازیکن حرفه‌ای بیسبال است که در تیم یوکوهاما دنا بی استارز در سمت توپ‌گیر بازی می‌کند.

## اوایل بیسبال حرفه‌ای
او که اهل اوکازاکی است، بازی بیسبال را در سن پنج سالگی تحت تأثیر پدرش آغاز کرد. در کودکی به‌عنوان توپ‌زن و بازیکن داخلی برای باشگاه لیگ کوچک اوکازاکی بازی می‌کرد. در دوره اول متوسطه در دبیرستان توکا، به باشگاه بیسبال ناگویا ایست استارز پیوست و موقعیت خود را به توپ‌گیر تغییر داد. در دومین سال تحصیلی خود در دبیرستان میتوکو گیجوکو، هدایت تیم خود را در لیگ بیسبال جوانان (آر بی آی) در طول مسابقات بیسبال بهارهٔ استان کوچی برعهده داشت و همچنین برای بازی دوستانه با ایالات متحده آمریکا و تایوان انتخاب شد. در سال سوم، به همراه تیم مدرسه‌اش، نایب قهرمان مسابقات تابستانی کوچی  شد. او در تمام دوران دبیرستان خود ۱۳ بار گل زد.